# Levi Opdam
Levi Opdam (Alkmaar, 3 mei 1996) is een Nederlands voetballer die als verdediger speelt.

## Carrière
Levi Opdam doorliep de jeugdopleiding van AZ en debuteerde op 2 februari 2016 in de hoofdmacht van de Alkmaarders. In de kwartfinale van de KNVB beker tegen de amateurs van HHC uit Hardenberg startte hij in de basis. Vier dagen later maakte hij ook zijn debuut in de Eredivisie tegen Vitesse. In januari 2018 werd hij verhuurd aan Go Ahead Eagles. In de zomer van 2018 keerde hij terug bij AZ waar hij weer aansloot bij Jong AZ. Op 17 oktober 2018 werd zijn tot medio 2019 doorlopende contract ontbonden. Eind januari 2019 tekende hij een contract voor een half jaar bij Paris Saint-Germain B dat uitkomt in de Championnat National 2. In juli 2019 werd dit team opgeheven en mocht hij vertrekken. Hij ging hierna op amateurbasis voor TOP Oss spelen. In januari 2020 verliet hij de club.

### Carrièrestatistieken
| Seizoen                      | Club              | Land            | Competitie      | Competitie | Competitie | Beker | Beker | Internationaal | Internationaal | Overig | Overig | Totaal | Totaal |
| Seizoen                      | Club              | Land            | Competitie      | Wed.       | Dlp.       | Wed.  | Dlp.  | Wed.           | Dlp.           | Wed.   | Dlp.   | Wed.   | Dlp.   |
| ---------------------------- | ----------------- | --------------- | --------------- | ---------- | ---------- | ----- | ----- | -------------- | -------------- | ------ | ------ | ------ | ------ |
| 2015/16                      | AZ                | Nederland       | Eredivisie      | 1          | 0          | 1     | 0     | 0              | 0              | –      | –      | 2      | 0      |
| 2016/17                      | AZ                | Nederland       | Eredivisie      | 0          | 0          | 0     | 0     | 0              | 0              | –      | –      | 0      | 0      |
| 2016/17                      | Jong AZ           | Nederland       | Tweede divisie  | 23         | 4          | 0     | 0     | 0              | 0              | –      | –      | 23     | 4      |
| 2017/18                      | AZ                | Nederland       | Eredivisie      | 0          | 0          | 0     | 0     | 0              | 0              | –      | –      | 0      | 0      |
| 2017/18                      | Jong AZ           | Nederland       | Eerste divisie  | 9          | 0          | 0     | 0     | 0              | 0              | –      | –      | 9      | 0      |
| 2017/18                      | → Go Ahead Eagles | Nederland       | Eerste divisie  | 0          | 0          | 0     | 0     | 0              | 0              | –      | –      | 0      | 0      |
| Carrière totaal              | Carrière totaal   | Carrière totaal | Carrière totaal | 33         | 4          | 1     | 0     | 0              | 0              | 0      | 0      | 35     | 4      |
| Bijgewerkt op 2 januari 2018 |                   |                 |                 |            |            |       |       |                |                |        |        |        |        |